# TS Entertainment
TS Entertainment (kor. TS 엔터테인먼트) – południowokoreańska wytwórnia płytowa i agencja talentu założona w 2008 roku przez Kim Tae-songa. Firma była odpowiedzialna za zarządzanie zespołami muzycznymi jak m.in. B.A.P, Secret, Untouchable, Sonamoo i TRCNG.

## Historia
TS Entertainment została założona przez Kim Tae-song w październiku 2008 roku. Firma podpisała kontrakt z ich pierwszym artystą Untouchable i wydała ich debiutancki singel It's Okay tego samego miesiąca.
W październiku 2009 roku pod wytwórnią TS Entertainment oficjalnie zadebiutował zespół Secret. Grupa została przedstawiona publiczności w programie reality show Secret Story na kanale Mnet, a 13 września ukazał się ich debiutancki singel I Want You Back.
W lipcu 2011 roku TS Entertainment ugruntowało się poza Koreą Południową poprzez utworzenie TS Japan w Tokio, w Japonii.
W styczniu 2012 roku pod wytwórnią zadebiutował boys band B.A.P. Grupa została przedstawiona w programie dokumentalnym Ta-Dah, It's B.A.P, który został wyemitowany na SBS MTV Korea 8 stycznia 2012 roku.
26 listopada 2014 roku sześciu członków grupy B.A.P wspólnie złożyło pozew przeciwko TS Entertainment w celu unieważnienia ich umów. 
29 grudnia 2014 roku pod skrzydłami wytwórni zadebiutowała żeńska grupa Sonamoo, składająca się z siedmiu członkiń. 1 sierpnia 2015 roku B.A.P oficjalnie wrócili do wytwórni. 10 października 2017 roku zadebiutowała męska grupa TRCNG.
27 kwietnia 2018 roku zmarł założyciel TS Entertainment – Kim Tae-song.
Firma zakończyła działalność 31 stycznia 2021 roku.

## Byli artyści
Muzycy
- Secret (2009–2018)
  - Han Sun-hwa (2009–2016)
  - Jun Hyo-sung (2009–2018)
  - Song Ji-eun (2009–2018)
  - Jung Ha-na (2009–2021)
- B.A.P (2012–2019)
  - Bang Yong-guk (2011–2018)
  - Zelo (2011–2018)
  - Himchan (2012–2019)
  - Daehyun (2012–2019)
  - Youngjae (2012–2019)
  - Jong-up (2012–2019)
- Untouchable (2008–2019)
  - Sleepy (2008–2019)
  - D.Action (2008–2019)
- Sonamoo (2014–2021)
  - Sumin (2014–2019)
  - Nahyun (2014–2019)
  - Euijin (2014–2021)
  - Minjae (2014–2021)
  - NewSun (2014–2021)
  - D.ana (2014–2021)
- TRCNG (2017–2021)
  - Wooyeop (2017–2019)
  - Taeseon (2017–2019)

Aktorzy
- Han Soo-yeon (2011–2017)